# În numele pământului
În numele pământului sau Țăranii (în poloneză Chłopi) este un film dramatic istoric de animație pentru adulți din 2023, regizat și scris de DK Welchman (Dorota Kobiela) și Hugh Welchman. A treia adaptare a romanului cu același nume scris de Władysław Reymont, câștigător al Premiului Nobel pentru literatură, filmul a fost produs folosind o tehnică ce îmbină animația cu pictura în ulei, tehnică similară cu filmul anterior al celor doi regizori, Cu drag, Van Gogh (Loving Vincent).
Filmul îi are în distribuție pe Robert Gulaczyk, Kamila Urzędowska, Mirosław Baka, Sonia Mietielica, Ewa Kasprzyk, Cezary Łukaszewicz, Małgorzata Kożuchowska, Sonia Bohosiewicz, Dorota Stalińska, Andrzej Konopka, Marcin Rusi și Maciej Musiał. Este o coproducție a unor companii din Polonia, Serbia și Lituania. În numele pământului prezintă ciclul vieții rurale la sfârșitul secolului al XIX-lea
Premiera mondială a avut loc la Festivalul Internațional de Film de la Toronto din 2023. Filmul a primit patru premii la Festivalul de Film de la Gdynia, inclusiv premiul special al juriului și premiul publicului. A câștigat, de asemenea, Vulturul pentru cea mai bună muzică de film (Łukasz Rostkowski) și premiul publicului la Premiile Filmului Polonez și a fost, de asemenea, propunerea poloneză pentru a concura la Premiul Oscar pentru cel mai bun film străin, dar nu a fost nominalizat.

## Prezentare
Filmul, ca și romanul lui W. Reymont, este împărțit în patru părți corespunzătoare fiecăruia dintre cele patru anotimpuri. Are loc la începutul secolului al XX-lea, pe parcursul unui an, în satul Lipce.
Toamnă
O tânără țărancă frumoasă, dar modestă, pricepută în decupări, Jagna Paczesiówna, este îndrăgostită de Antek Boryna, fiul celui mai bogat țăran din sat, Maciej Boryna. Cu toate acestea, Antek are o soție, Hanka, căreia îi este greu să accepte avansurile soțului ei față de o altă femeie. În plus, tatăl său, Maciej, care este văduv și în căutarea unei noi soții, decide să se căsătorească cu Jagna și să-i dea ca zestre șase acri de pământ. Antek și Hanka nu aprobă această decizie. După o ceartă cu Antek, Maciej îi poruncește atât fiului său, cât și norei sale să părăsească ferma.
Iarnă
În ciuda faptului că este căsătorită cu Maciej Boryna, Jagna încă are o aventură secretă cu Antek care a fost exilat. Maciej își prinde de mai multe ori soția cu fiul său. În plus, Maciej este tulburat de decizia curții moșierilor de a tăia pădurile care aparțin țăranilor. El adună bărbați din sat pentru a se răzbuna pe proprietarii de pământuri. 
În timpul luptei acerbe cu trimișii proprietarilor de pământuri, Maciej este grav rănit, pentru care Antek se răzbună brutal. 
Luptele sunt întrerupte de apariția unor soldați ruși, care arestează mai mulți țărani din Lipce, printre care și Antek. 
Între timp, Jagna, acuzată că a adus nenorociri asupra satului, este din ce în ce mai izolată.
Primăvară
Maciej, întins rănit pe pat, îi dă în secret Hankăi bani ascunși pentru a da hrană familiei ei. Între timp, Jagna are o ofertă de la primarul Piotr de a ajuta la eliberarea lui Antek din arest. 
Cu toate acestea, primarul profită de situație, îmbătând-o și încercând, fără succes, să o violeze. 
Într-o zi, Maciej se ridică din instinct din pat pentru a-și semăna pământul, dar se prăbușește și moare la semănat. Antek iese din arest și preia proprietatea tatălui său. Antek, o vede pe Jagna în timpul vizitei unor colindători, o ademenește și o violează.
Vară
Jagna, acum cu reputația de a fi o femeie promiscuă, respinge din ciudă oferta de căsătorie cu un tâmplar pe nume Mateusz. 
Locuitorii din Lipce se sfătuiesc în legătură cu Jagna și decid să o alunge din sat. 
Antek, care este acum cea mai influentă persoană din Lipce, le permite țăranilor să o linșeze. Revoltați, aceștia atacă coliba în care se ascunde Jagna, îi rup hainele de pe ea și o duc la marginea satului. Acolo o bat și aruncă cu pământ în ea, lăsând-o goală în ploaie. După un timp, Jagna, umilită, se ridică, lasă ploaia să spele noroiul de pe ea și pleacă în lume.

## Distribuție
- Kamila Urzędowska⁠(d) – Jagna
- Robert Gulaczyk – Antek Boryna
- Mirosław Baka⁠(d) – Maciej Boryna
- Sonia Mietielica – Hanka Borynowa
- Ewa Kasprzyk⁠(d) – Dominikowa
- Cyprian Grabowski – Witek
- Cezary Łukaszewicz – Michał, ginerele lui Maciej Boryna
- Małgorzata Kożuchowska⁠(d) –Soția organistului
- Sonia Bohosiewicz⁠(d) – soția primarului
- Dorota Stalińska – Jagustynka
- Andrzej Konopka – primarul
- Mateusz Rusin – Mateusz
- Maciej Musiał – Jasio

## Producție
Filmul a fost produs folosind tehnica de animație pictată, pe parcursul a cinci ani de producție, similar cu producția filmului anterior al celor doi Welchman, Cu drag, Van Gogh.
Inițial, a fost filmat cu actori, iar apoi peste o sută de pictori din patru studiouri din Polonia, Lituania, Ucraina și Serbia au realizat picturi în ulei pe baza fotografiilor, care au devenit cadre ale filmului. Animatorii au lucrat apoi pentru a completa picturile pentru a face întregul film perfect consistent, fără întreruperi. Artiștii au lucrat la proiect peste 200.000 de ore în total.
Filmul prezintă lucrări de la începutul secolelor al XIX-lea și al XX-lea, cu accent pe lucrările moderniștilor reprezentanți ai mișcării Tânăra Polonie. Au fost (re)interpretate lucrări ale unor artiști precum Józef Chełmoński, Ferdynand Ruszczyc⁠(d) și Leon Wyczółkowski.
 

Printre lucrările lui Józef Chełmoński folosite în film se află și următoarele: 

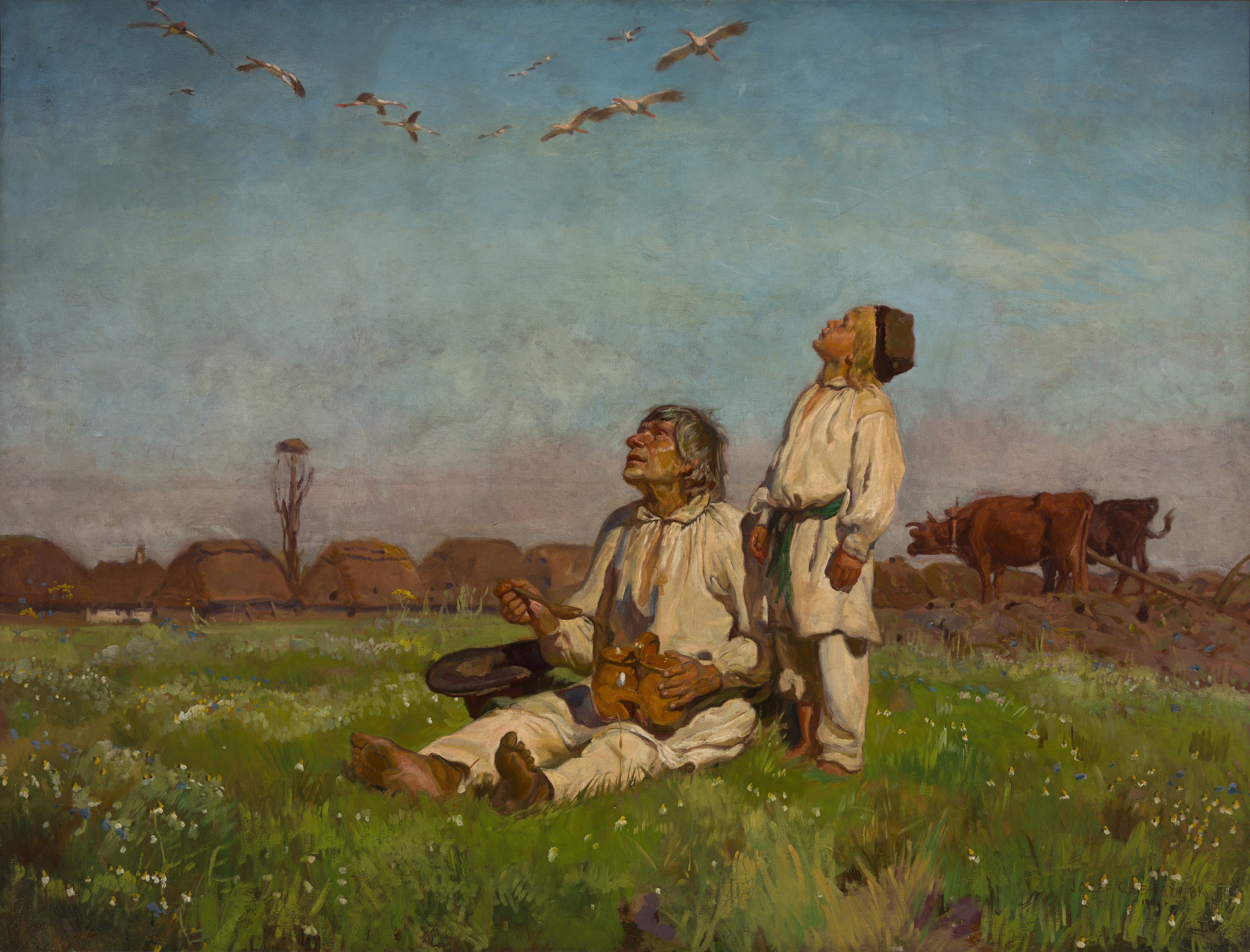
Bociany (Berze)
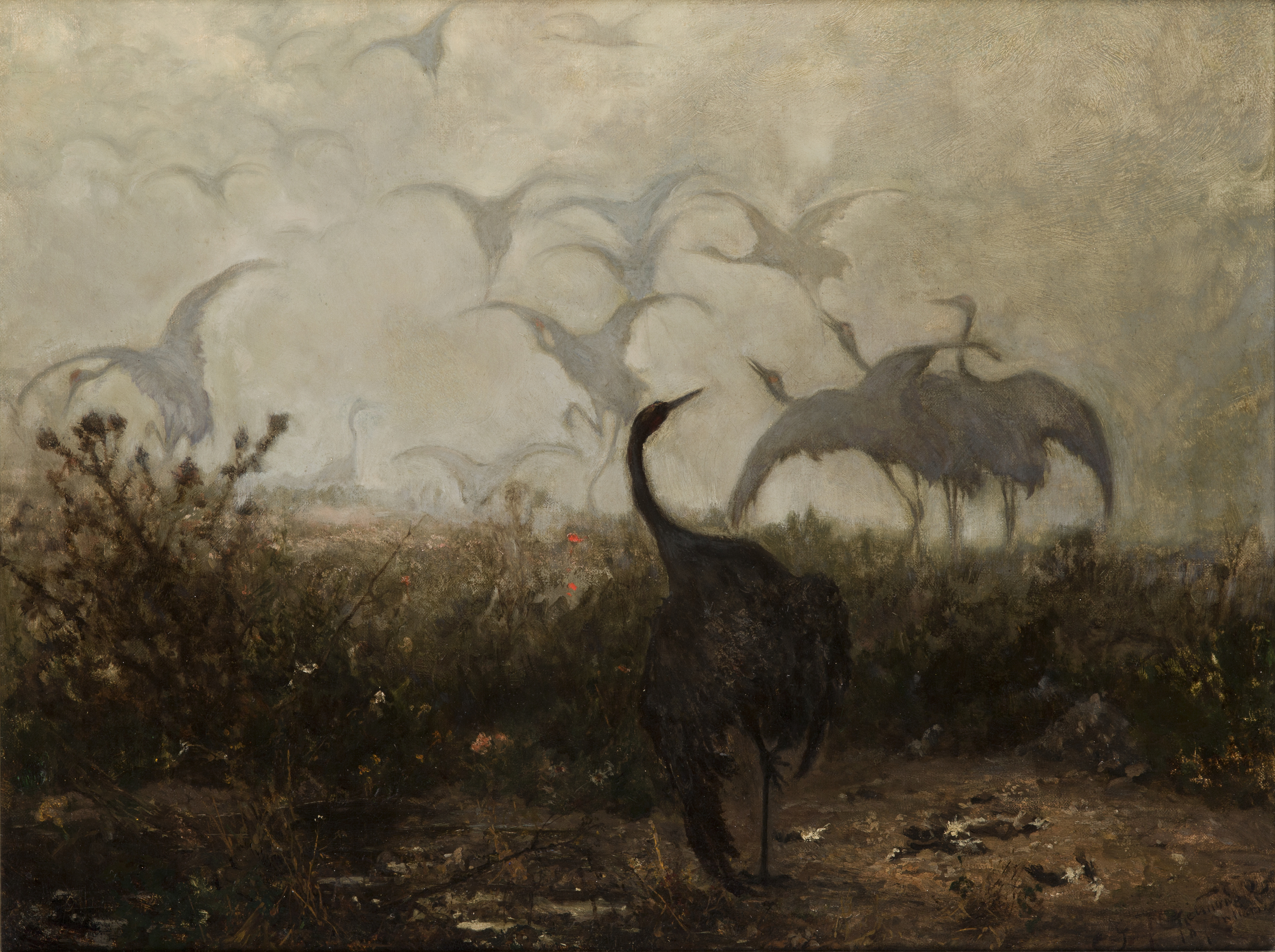
Żurawie (Cocori)
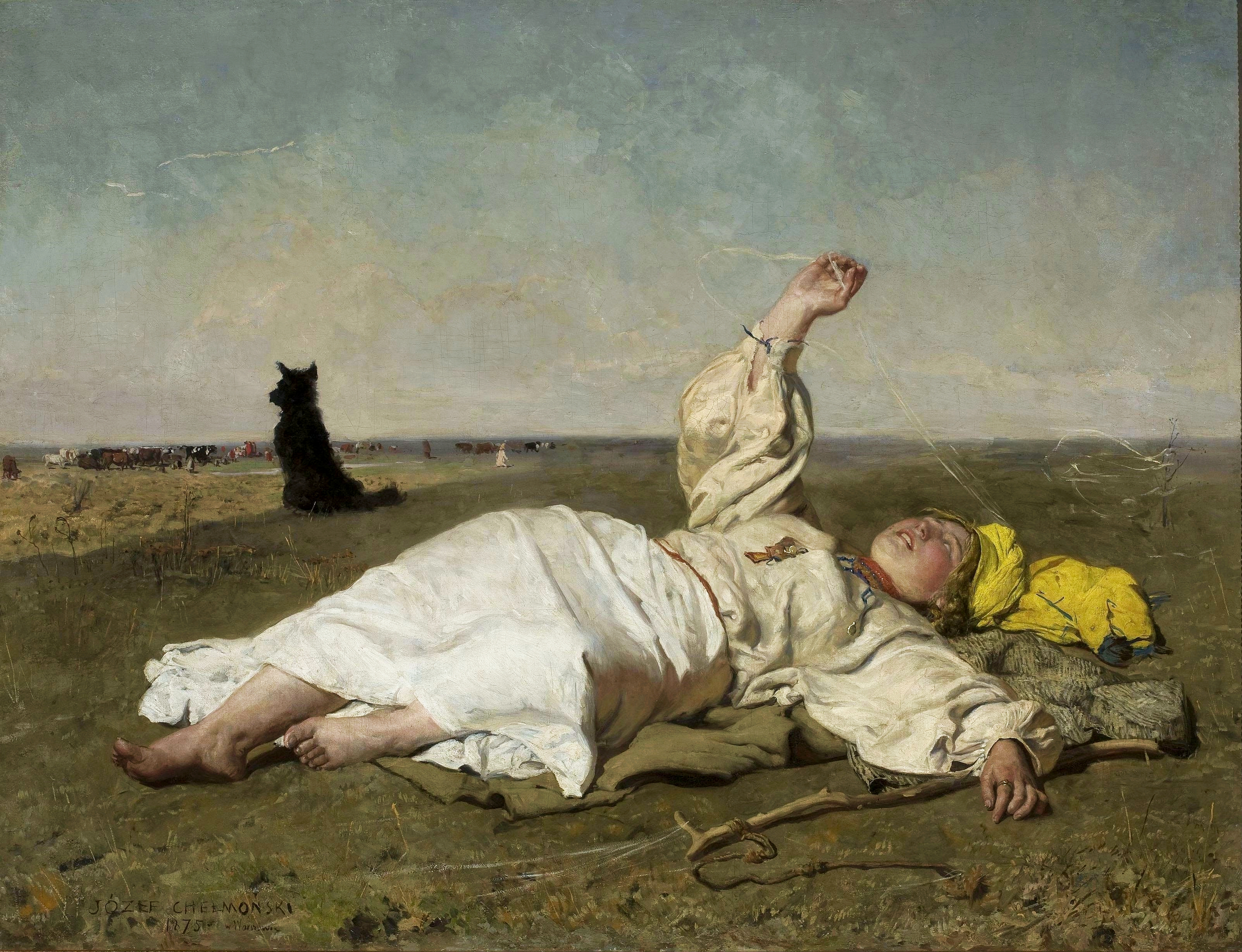
Babie lato (Vara indiană)

Filmul este o coproducție între companiile BreakThru Films din Polonia, Art Shot din Lituania și Digitalkraft din Serbia)

### Coloană sonoră
Coloana sonoră a fost creată de Łukasz Rostkowski (sau „LUC”), un rapper MC, activist și producător muzical polonez cu sediul în Wrocław. Ca fondator al ansamblului internațional Rebel Babel (sau Orchestra de Film Rebel Babel), el a creat un „concert multimedia” cu Rebel Babel pentru acest film. Coloana sonoră era programată să fie lansată la 3 noiembrie 2023.

### Impactul invaziei rusești a Ucrainei din 2022
După ce studioul de animație MOREFILM din Kiev, condus de producătorii Olga Jurjenko și Desniana Rojkova, a fost închis peste noapte în februarie 2022, datorită invaziei Rusiei în Ucraina, producătorii filmului au avut o reacție rapidă pentru a ajuta artiștii ucraineni și familiile lor, mutând cât mai mulți dintre aceștia în Polonia pentru a continua să lucreze. Deoarece nu toți artiștii ucraineni au reușit să plece, în august 2022 BreakThru Films a ajutat la relansarea studioului de animație MOREFILM din Kiev, cu cincisprezece pictori și personal (auxiliar).
Din octombrie 2022, în Ucraina a început un alt val de bombardamente care a declanșat pene dese de curent. Cu toate acestea, pictorii au vrut să continue să creeze și și-au aranjat programul în ritmul întreruperilor de curent, așteptând în frig când electricitatea era oprită. La sfârșitul toamnei, BreakThru Films a lansat o campanie pe un site web de  crowdfunding pentru a strânge fonduri urgent pentru a cumpăra un generator de energie care să redea artiștilor posibilitatea de a lucra.

## Lansare
Premiera mondială a avut loc la Festivalul Internațional de Film de la Toronto la 13 septembrie 2023, în secțiunea Prezentări speciale. De asemenea, a fost prezentat la cel de-al 28-lea Festival Internațional de Film de la Busan în secțiunea „Flash Forward”, unde a fost proiectat la 8 octombrie 2023.
Filmul a fost lansat în cinematografele poloneze la 13 octombrie 2023 de către distribuitorul Next Film.
Până în luna iulie 2023, filmul a fost distribuit în peste 40 de țări. În septembrie 2023, Sony Pictures Classics a cumpărat drepturile de distribuție ale filmului pentru America de Nord și America Latină, Orientul Mijlociu, Australia și Noua Zeelandă.
În Statele Unite ale Americii, a fost lansat pentru o săptămână, începând cu 8 decembrie 2023, în New York și Los Angeles. A urmat o lansare limitată în cinematografe începând cu 26 ianuarie 2024.

## Recepție
Pe site-ul web al agregatorului de recenzii Rotten Tomatoes, filmul are un rating de aprobare de 53% pe baza a 34 de recenzii, cu un rating mediu de 6,3/10. Consensul critic spune: „(Filmul) Țăranii este o realizare vizuală extraordinară, cu toate că povestea poate fi dezamăgitor de convențională prin comparație”.
Metacritic, care folosește o medie ponderată, a dat filmului un scor de 66 din 100, pe baza a 10 critici, indicând recenzii „în general favorabile”.
În Polonia, filmul a fost apreciat de critici. Pe agregatorul de recenzii Mediakrytyk, care folosește o medie ponderată, filmul are un rating de 8,1 pe baza a 32 de recenzii, indicând recenzii „foarte pozitive și (că este) aprobat de critici”.

### Box-office-ul din Polonia
Cu peste 141.000 de bilete vândute, filmul Țăranii a avut cel mai bun weekend al premierei pentru un film polonez în 2023, în fața filmului Granița verde (Zielona granica) regizat de Agnieszka Holland.
După 12 zile de la lansare, distribuitorul Next Film a dezvăluit că Țăranii a avut peste 500.000 de spectatori în cinematografele poloneze. Până la 30 octombrie 2023, numărul de spectatori a crescut la peste 750.000, devenind filmul polonez cel mai popular din 2023. La 6 noiembrie 2023, Next Film a informat că filmul a avut peste 1 milion de spectatori în cinematografele poloneze.

### Premii
| Premiu/Festival de film                           | Data ceremoniei    | Categorie                                         | Destinatar(i)     | Rezultat     |        |
| ------------------------------------------------- | ------------------ | ------------------------------------------------- | ----------------- | ------------ | ------ |
| Festivalul Filmului Polonez                       | 23 septembrie 2023 | Cel mai bun film                                  | Țăranii           | Nominalizare | [ 32 ] |
| Festivalul Filmului Polonez                       | 23 septembrie 2023 | Premiul special al juriului                       | Țăranii           | Câștigat     | [ 32 ] |
| Festivalul Filmului Polonez                       | 23 septembrie 2023 | Premiul publicului                                | Țăranii           | Câștigat     | [ 32 ] |
| Festivalul Filmului Polonez                       | 22 septembrie 2022 | Premiul Crystal Star Elle                         | Kamila Urzędowska | Câștigat     | [ 33 ] |
| Festivalul Filmului Polonez                       | 22 septembrie 2022 | Chopard Loves Cinema - Premiul Chopard și W. Kruk | Kamila Urzędowska | Câștigat     | [ 33 ] |
| Festivalul Internațional de Film de la Busan      | 13 octombrie 2023  | Premiul Flash Forward                             | Țăranii           | Nominalizare | [ 34 ] |
| Festivalul Internațional de Film de la Valladolid | 28 octombrie 2023  | Premiul Alquimias                                 | Țăranii           | Nominalizare | [ 35 ] |
| Festivalul de Film „Nopți Negre” de la Tallinn    | 19 noiembrie 2023  | Cel mai bun film baltic                           | Țăranii           | În așteptare | [ 36 ] |
| Premiile Societății Criticii de Film din Boston   | 10 decembrie 2023  | Cel mai bun film de animație                      | Țăranii           | Runner-up    | [ 40 ] |